# Chlorophorus trifasciatus
Chlorophorus trifasciatus là một loài xén tóc.

## Hình ảnh

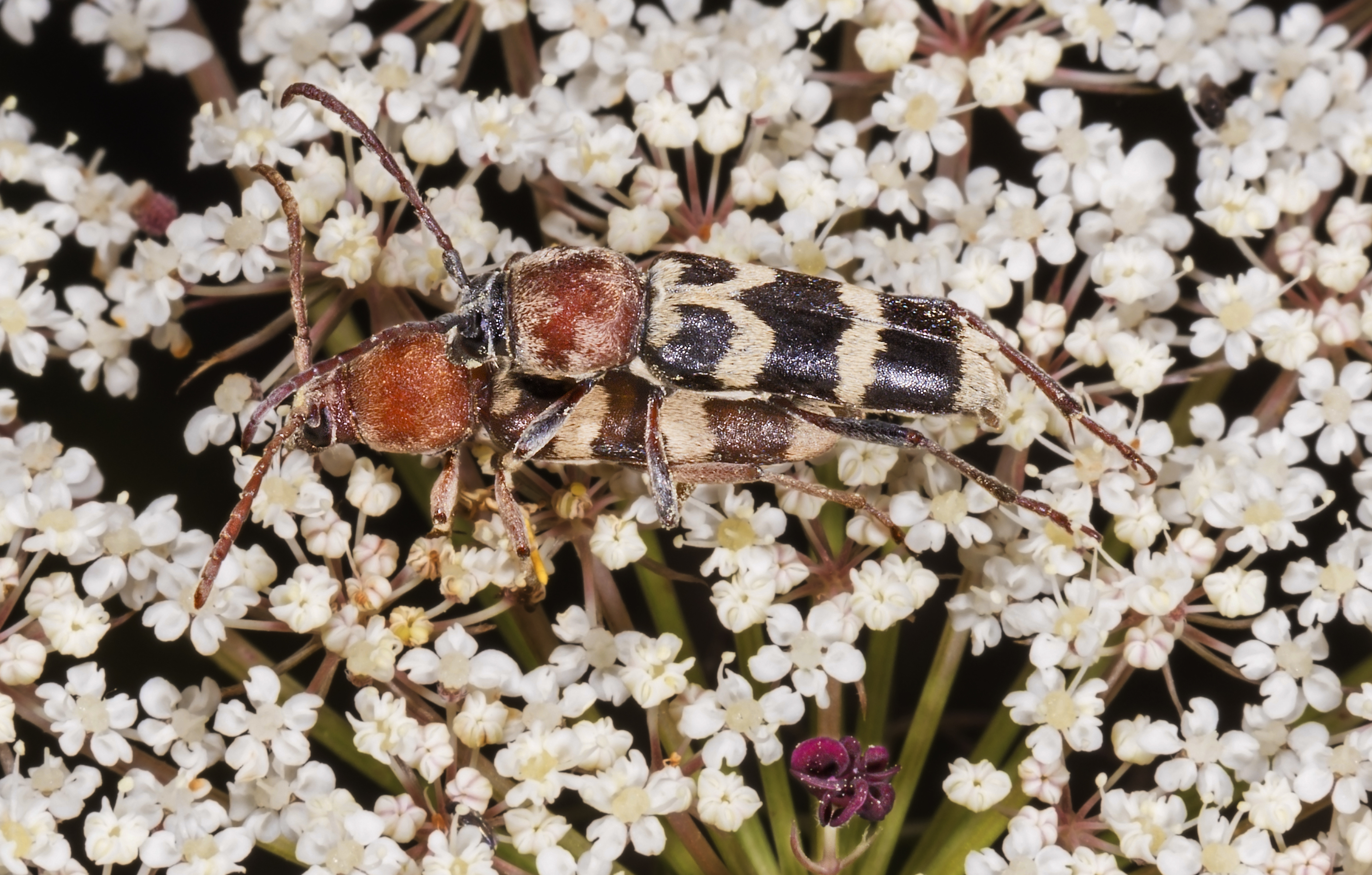
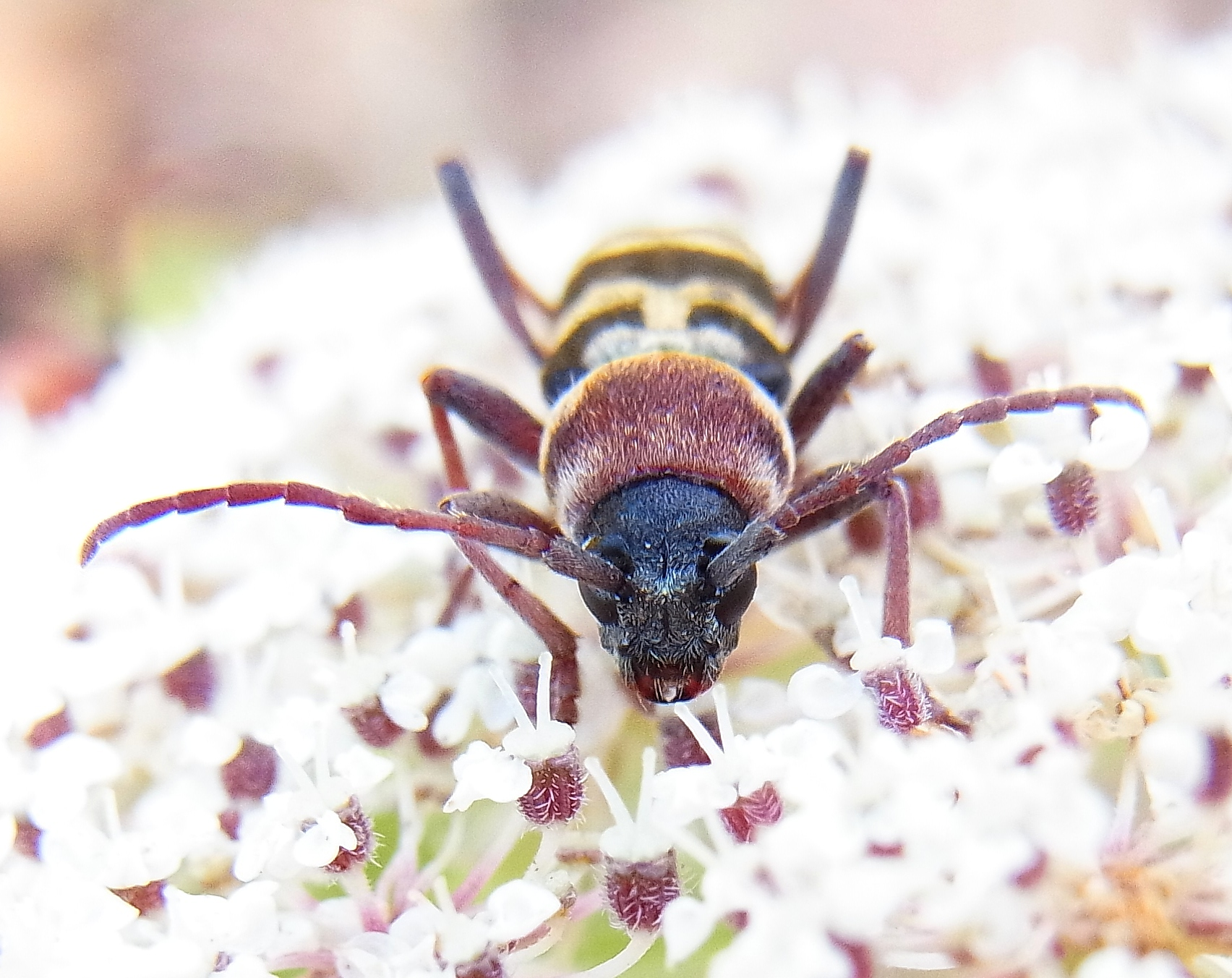
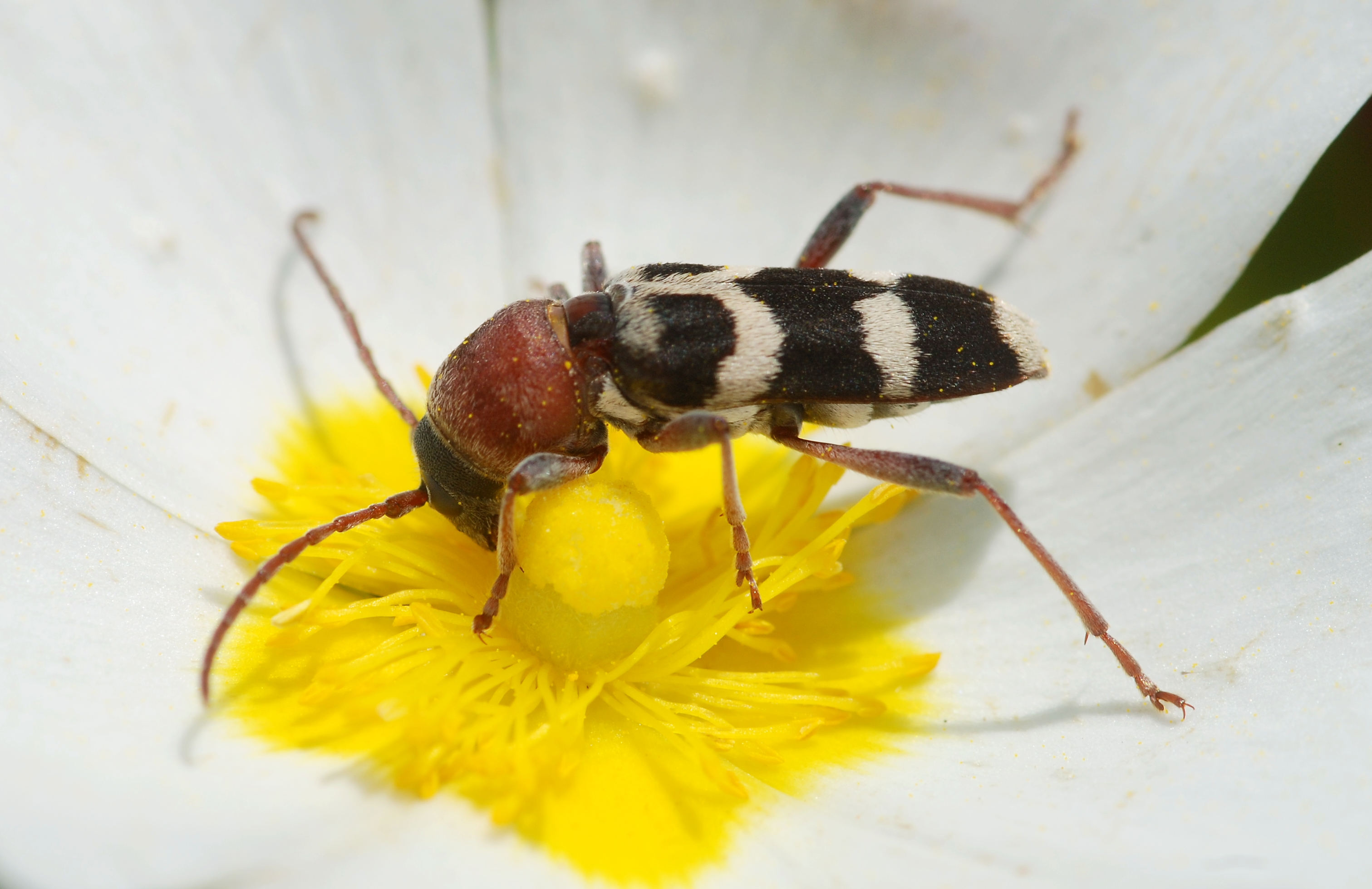
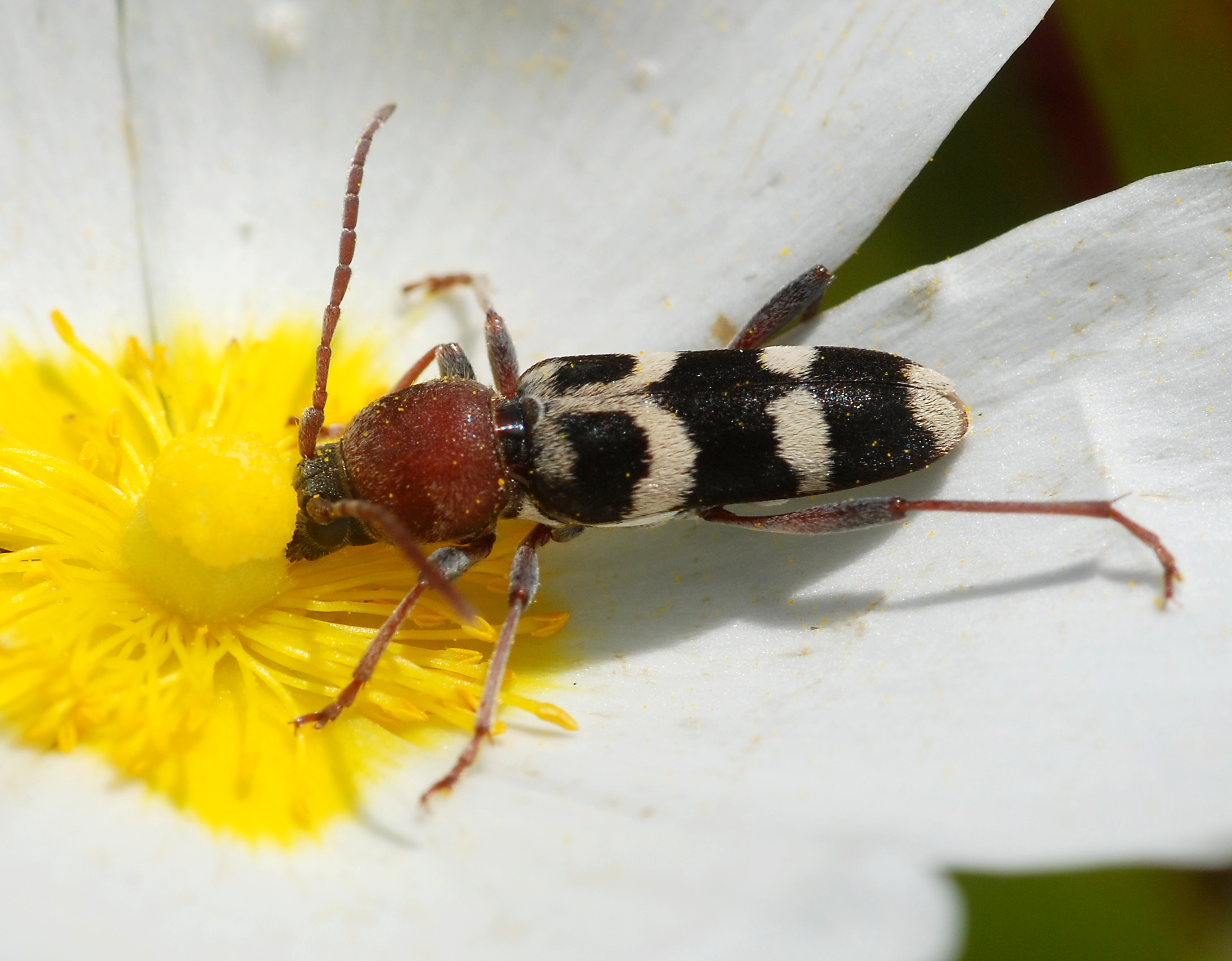